# 農業試験場
農業試験場（のうぎょうしけんじょう）とは、作物の品種改良をしたり新しい農業技術を開発したりするための、農業の研究機関。しばしば「農試」（のうし）と略称される。
日本には当初国立農業試験場であった国立研究開発法人農研機構が有するものと、都道府県立のもの、また財団法人等の有するその他の農業試験場がある。

## 農業試験場の業務
農業試験場の業務には、大きく分けて以下の6点がある。
1. 農作物の新しい品種を作ったり、育てたりする。
2. 効率的な生産の技術を開発する。
3. 農作物の品質を保持する技術を開発する。
4. 害虫を防いだり、病気にならないようにしたりするための技術を開発する。
5. 作物のよくできる土作りの技術を開発する。
6. 新しく開発した技術を農家に広げる。

具体的には、(1)農業の生産性向上と持続的発展を図るための水田・畑輪作、自給飼料を基盤とした家畜生産、家畜衛生、高収益園芸、持続的生産等に関する技術体系の確立、(2)農業の生産基盤や農村生活環境の整備・管理、農地・農業用水等の地域資源の保全管理、及び農業・農村の多面的機能の発揮のための技術等農村の振興に必要な研究の展開、(3)食の安全・消費者の信頼確保、健全な食生活の実現を図るための農産物や食品の安全性確保、機能性の解明、食品の品質向上と新規利用加工に関する技術の開発、(4)研究開発の成果をはじめ高度な農業技術や経営管理手法等の教授による農業の担い手の育成、(5)次世代の農林水産業の展開と新たな産業の創出を図るための民間企業、大学、独立行政法人等が行う生物系特定産業技術の研究開発に対する支援、(6)農業機械化促進のための高性能農業機械等の開発改良及び検査・鑑定、といった業務が行われている。

## 農業試験場の歴史

### 世界初の農業試験場
世界初の農業試験場として知られるのは、イギリスのハートフォードシャーに1843年に設立されたローサムステッド農業試験場(w:Rothamsted Experimental Station)である。これは、自らも農園を所有しており、施肥の効果について研究していた貴族、ジョン・ベネット・ロウズ卿(w:John Bennet Lawes)が、助言を求めていた化学者、ジョセフ・ヘンリー・ギルバート(w:Joseph Henry Gilbert)と協力して設立したものである。
設立当初は主に施肥に関する研究を主に行っていた同試験場は後にその研究領域を次第に拡大していき、現在ではローサムステッド研究所(Rothamsted Research)と名前を変え、総合的な農業・農学に関する研究を行う組織となっている。

### 日本における農業試験場
農業に関する試験研究が日本で組織的に行われるようになったのは明治時代以降である。明治政府が近代国家を目指した諸施策の一環として、海外から農業の専門家を招聘するとともに、多数の種子・農具を導入・試作・試験するための農事試験研究施設を設置した。
これらのうち最も初期に設けられたもののひとつが、北海道開拓使によって1871年に札幌市に設立された札幌官園である。札幌官園では「内外凡百の植物を栽培し、風土の適否を試み、種子苗木を付売し、農事奨励を図る」ことを目的として、小麦、裸麦、その他内外の蔬菜が試作され、1875年からは種子・苗木等を有償・無償で道内の農家に配布した。
現在の農業試験場の前身である国の農事試験場は、1893年、勅令第18号により西ケ原、仙台、金沢、柏原、広島、徳島、熊本におかれ、1896年には更に大曲、愛知、島根にも支場がおかれている。これらの設置、また1899年の府県農事試験場に対する国庫補助の制定をきっかけとして全国各府県に府立・県立の農事試験場がおかれ始め、各地において農業技術の向上のための試験・研究が図られることとなった。
これらの農事試験場等における農業技術の着実な改良に伴い、試験研究の専門化も求められた。その結果、畜産試験場(1916年)、茶業試験場(1919年)、園芸試験場(1921年)が農事試験場から独立し、蚕業試験場(1914年)が新設されている。
1948年、戦後の占領政策による農業改良助長法の制定に伴い、都道府県における試験研究と普及事業の役割分担の明確化と、それらに対する国の支援が規定された。それにあわせて国の試験研究体制についても改革が進められ、戦前の専門分野ごとの縦割り型組織から総合的な試験場としての再編・整備が行われた。その結果、国立の農業試験場については農業技術研究所、地域農業試験場の2種が設けられ、それらの統括機関として農業改良局が設置された。
なお、これら農業試験場のうち国立のものは、独立行政法人制度の創設に伴い、2001年に農業技術研究機構内の各地域農業研究センターとして改組された。農業技術研究機構は2003年、生物系特定産業技術研究機構と統合され、農業・生物系特定産業技術研究機構と改称、のち、2006年に、農業工学研究所及び食品総合研究所を統合するとともに、廃止された独立行政法人農業者大学校の機能を受け継ぎ農業・食品産業技術総合研究機構と改称している。

### 日本の旧支配地域における農業試験場
太平洋戦争までの日本の旧支配地域においても、当地農業の研究およびその改良を目的とした農業試験場(農事試験場)が数多く設けられている。
これらは日本の敗戦に伴いほとんどが当該国に移管され、現在もその活動を続けている施設も少なくない。
台湾においては、1895年に台湾総督府殖産部が台北市内に設けた試作用田圃が初の農業試験施設といわれている。この田圃は1899年には台北県農事試験場として台北県の所管に移され、1901年には訓令第429号により台北・台中・台南に台湾総督府農事試験場が設けられることとなった。
朝鮮半島においては、1906年、韓国統監府により現在の水原市に設けられた勧業模範場が初の農業試験施設である。この勧業模範場は1907年に一度大韓帝国政府に委譲されたが、韓国併合に伴い1910年には朝鮮総督府勧業模範場と改称され、1929年には朝鮮総督府農事試験場と再度改称された。
樺太においては、1906年、豊原に農事試験場、1910年に真岡に分場が設立された。
満洲においては、1906年、関東都督府が大連に農事試験場を設けたほか、1913年に南満洲鉄道も農事試験場を公主嶺に設立している。後の1934年には満洲国政府によって克山、錦県、佳木斯、興城、王爺廟に国立農事試験場が設けられ、南満洲鉄道農事試験場も1937年に満洲国に委譲された。
なお、華北においても1936年に外務省対支文化事業部が北京に華北産業科学研究所を設置し、華北地区の農業改善に努めた。

## 日本国内の農業試験場の一覧(2008年1月現在)

### 国立研究開発法人農研機構が有する地域センター（旧農業試験場）
- 農研機構北海道農業研究センター
- 農研機構東北農業研究センター
- 農研機構中央農業研究センター
- 農研機構西日本農業研究センター
- 農研機構九州沖縄農業研究センター

### 都道府県立の農業試験場

#### 北海道
- 北海道立総合研究機構農業研究本部中央農業試験場
- 北海道立総合研究機構農業研究本部上川農業試験場
- 北海道立総合研究機構農業研究本部道南農業試験場
- 北海道立総合研究機構農業研究本部十勝農業試験場
- 北海道立総合研究機構農業研究本部根釧農業試験場
- 北海道立総合研究機構農業研究本部北見農業試験場
- 北海道立総合研究機構農業研究本部畜産試験場
- 北海道立総合研究機構農業研究本部花・野菜技術センター

#### 東北
- 青森県農林総合研究センター
- 岩手県農業研究センター
- 宮城県農業・園芸総合研究所
- 秋田県農林水産技術センター農業試験場
- 山形県農業総合研究センター
- 福島県農業総合センター

#### 関東
- 茨城県農業総合センター
- 栃木県農業試験場
- 群馬県農業技術センター
- 埼玉県農林総合研究センター
- 千葉県農業総合研究センター
- 東京都農林総合研究センター
- 東京都島しょ農林水産総合センター
- 神奈川県農業技術センター

#### 中部
- 新潟県農業総合研究所
- 富山県農業技術センター
- 石川県農業総合研究センター
- 福井県農業試験場
- 山梨県総合農業技術センター
- 山梨県果樹試験場
- 山梨県畜産酪農技術センター
- 長野県農業総合試験場
- 静岡県農業試験場
- 岐阜県農業技術センター
- 岐阜県中山間農業研究所
- 愛知県農業総合試験場（長久手市）

#### 近畿
- 三重県農業研究所
- 滋賀県農業技術振興センター
- 京都府農林水産技術センター 農林センター
- 大阪府立食とみどりの総合技術センター
- 奈良県農業総合センター
- 和歌山県農林水産総合技術センター
- 兵庫県農林水産技術総合センター

#### 中国
- 鳥取県農業試験場
- 島根県農業技術センター
- 岡山県農業総合センター
- 広島県立農業技術センター
- 山口県農林総合技術センター

#### 四国
- 徳島県立農林水産総合技術センター
- 香川県農業試験場
- 愛媛県農業試験場
- 高知県農業技術センター

#### 九州
- 福岡県農林業総合試験場
- 佐賀県農業試験研究センター
- 長崎県総合農林試験場
- 熊本県農業研究センター
- 大分県農林水産研究センター
- 宮崎県総合農業試験場
- 鹿児島県農業開発総合センター

#### 南西諸島
- 沖縄県農業研究センター

### その他の農業試験場
- NPO法人MOA自然農法文化事業団大仁農場(研究農場)
- 財団法人自然農法国際研究開発センター農業試験場
- 財団法人奄美市農業研究センター